# Shesh i Zi
Shesh i Zi (oversat til dansk: "sort felt") er en albansk rødvin. Vinnavnet kommer fra Sheshbjergene lige uden for Tirana. Vinen anbefales serveret ved 18,5-20 °C.